# Joseph von Moos
Joseph von Moos (* 12. Januar 1859 in Luzern; † 13. Mai 1939 ebenda) war ein Schweizer Maler, Zeichner, Radierer, Kunstpädagoge und Direktor der Kunstgewerbeschule Luzern.

## Leben und Werk

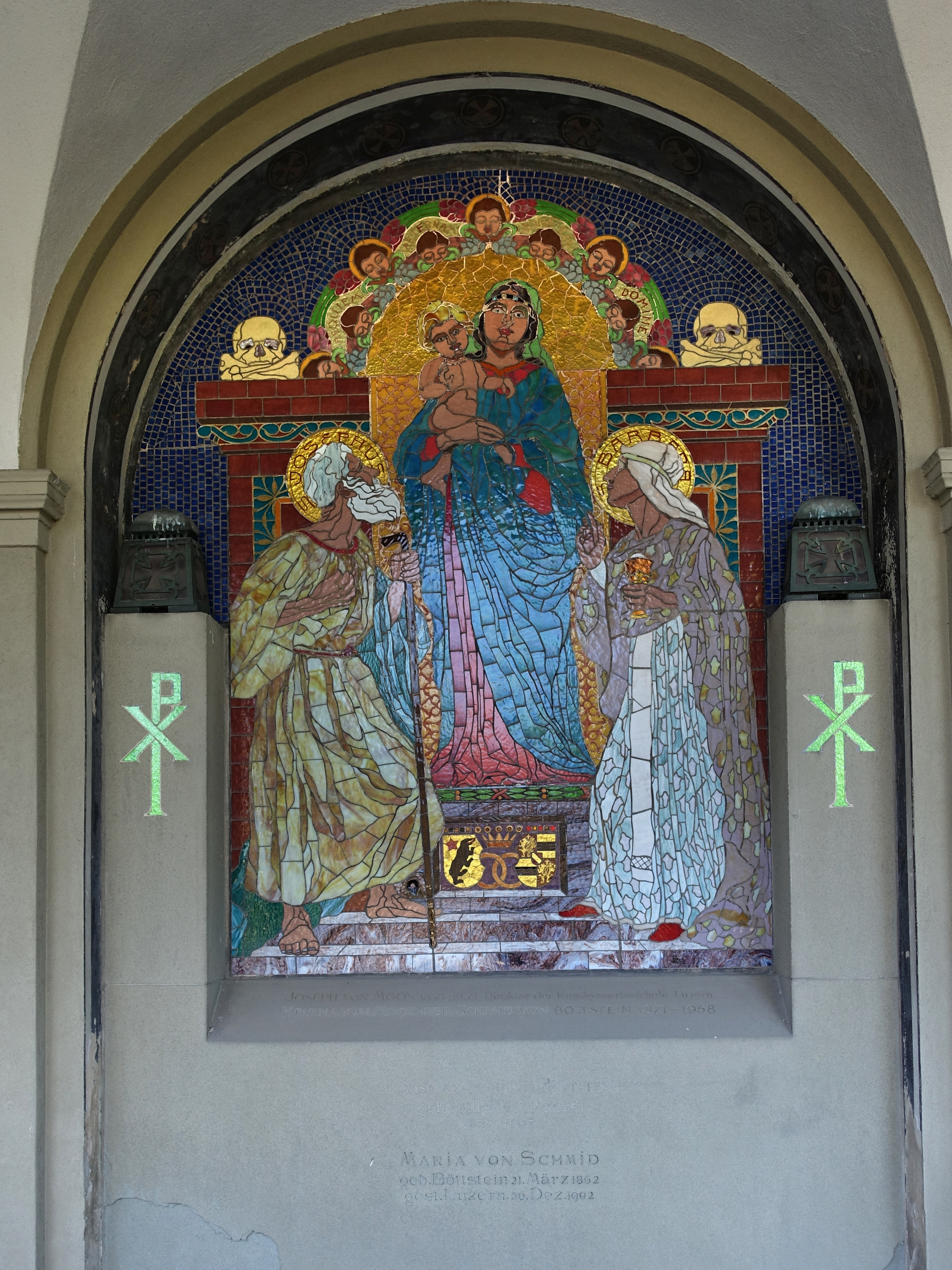
Familiengrab. Friedhof Friedental, Luzern.

Joseph von Moos entstammte einer Luzerner Patrizierfamilie. Er studierte zuerst Architektur. Ab 1880 hielt er sich an der Akademie der Bildenden Künste München auf und belegte Malunterricht bei Ludwig von Löfftz. Zudem freundete er sich mit Fritz von Uhde an. Anschliessend hielt sich von Moos an der Académie Colarossi und Académie Julian in Paris auf.
Joseph von Moos beschäftigte sich neben der Malerei auch mit Glasmalerei, Möbelgestaltung, Druckgrafik und Typografie. Zudem beteiligte er sich an Wettbewerben für Wandmalereien in Kirchen und Schulhäusern. So schuf er u. a. in Luzern die Wandbilder für das Moosmattschulhaus, die Altarbilder in der Pauluskirche sowie Glasmosaike für den Friedhof Friedental. 1905 liess er die von ihm entwickelte Glasmosaiktechnik patentrechtlich schützen.
Als der Gründungsdirektor der Kunstgewerbeschule Luzern, Seraphin Xaver Weingartner, 1917 zurücktrat, wurde von Moos zu seinem Nachfolger gewählt. In der Folge richtete er die Kunstgewerbeschule in Richtung kirchliche Kunst aus und etablierte damit ein eigentliches Zentrum für moderne religiöse Kunst.
1921 regte von Moos vergeblich beim Erziehungsrat des Kantons Luzern die Angliederung einer akademischen Malschule an der Kunstgewerbeschule an. Alfred Bernegger, Hans von Matt und Eugeniusz Arct waren seine Schüler. 1934 trat von Moos von seinem Direktorenposten zurück.
Joseph von Moos heiratete am 11. April 1898 Helena (* 18. Februar 1871; † 31. Mai 1958), die jüngste Tochter des Karl von Schmid von Böttstein. Zusammen hatten sie die Söhne Xaver von Moos (1902–1997) und Max von Moos.
Joseph von Moos fand seine letzte Ruhestätte auf dem Friedhof Friedental in Luzern.

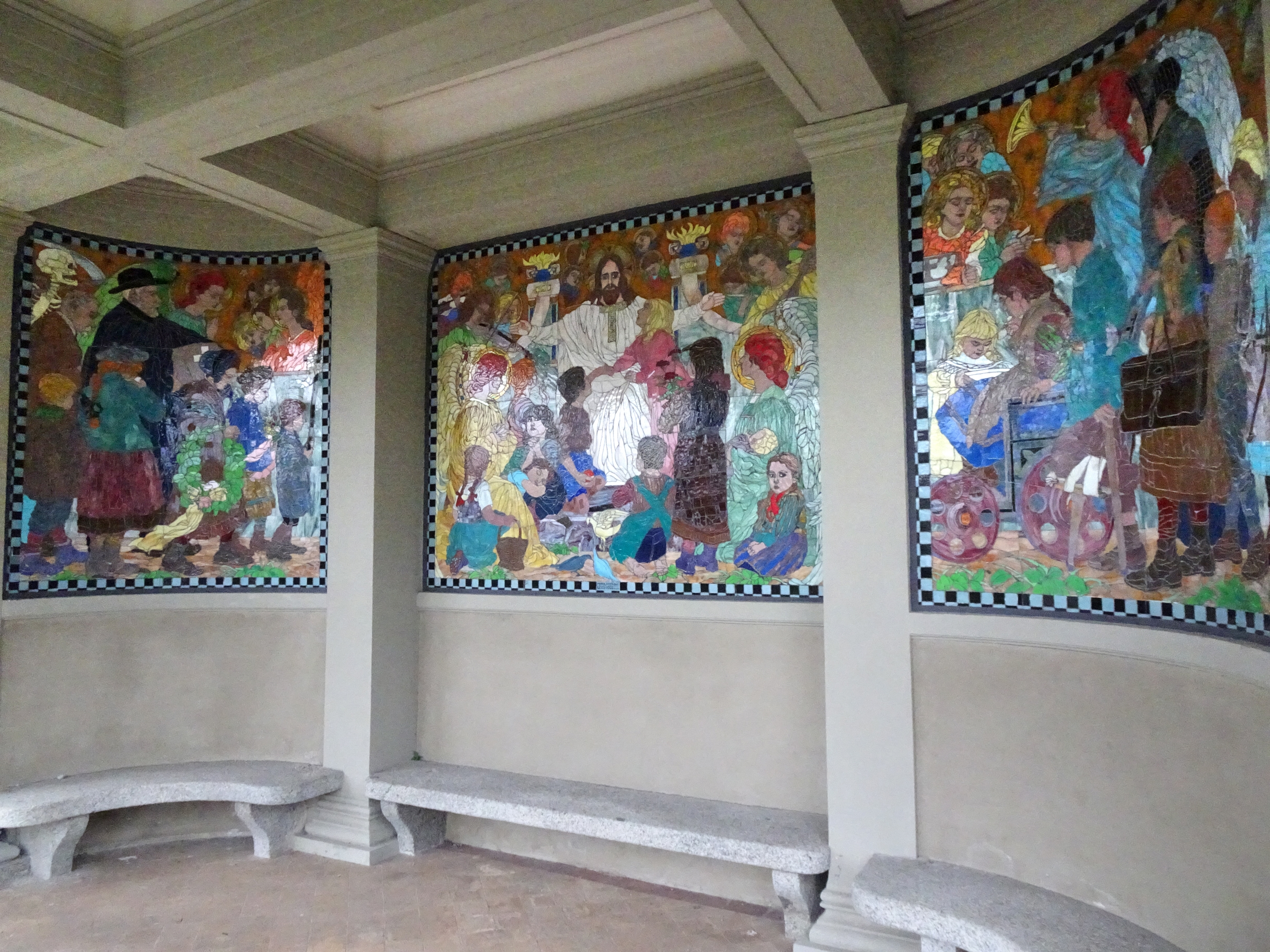
Glasmosaik, Krematorium. Friedhof Friedental, Luzern
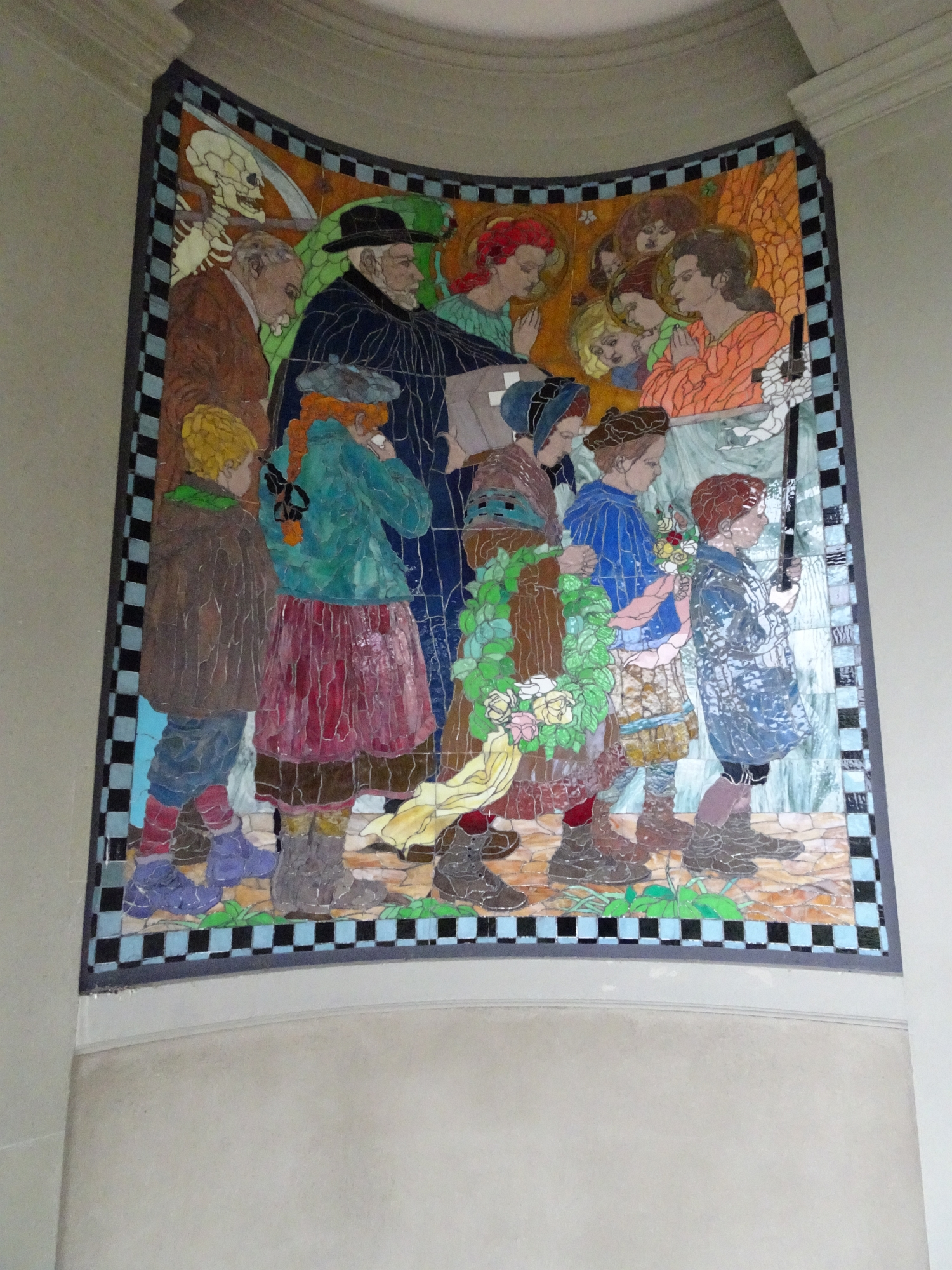
Glasmosaik, Krematorium, Friedhof Friedental, Luzern
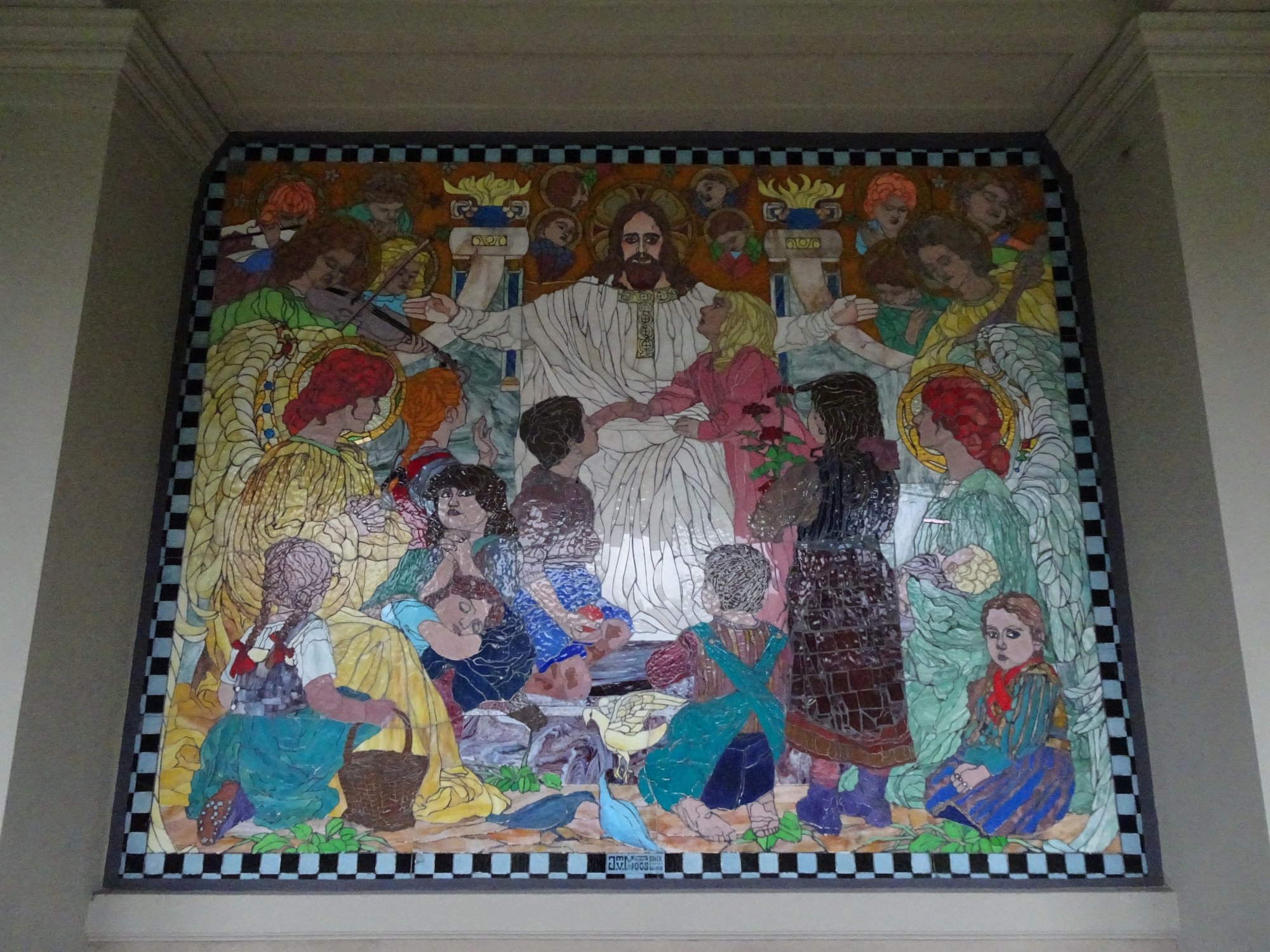
Glasmosaik, Krematorium, Friedhof Friedental, Luzern
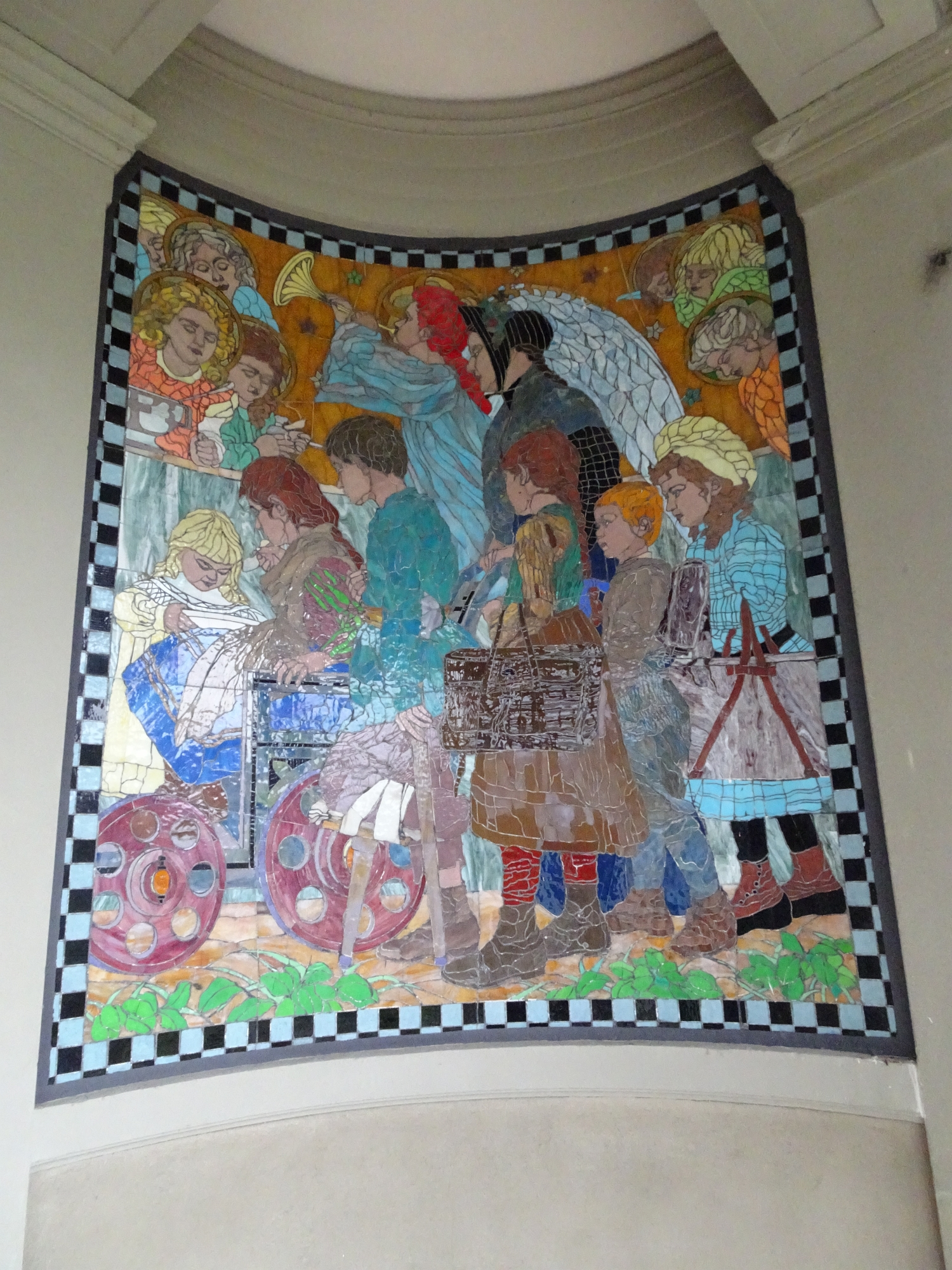
Glasmosaik, Krematorium, Friedhof Friedental, Luzern
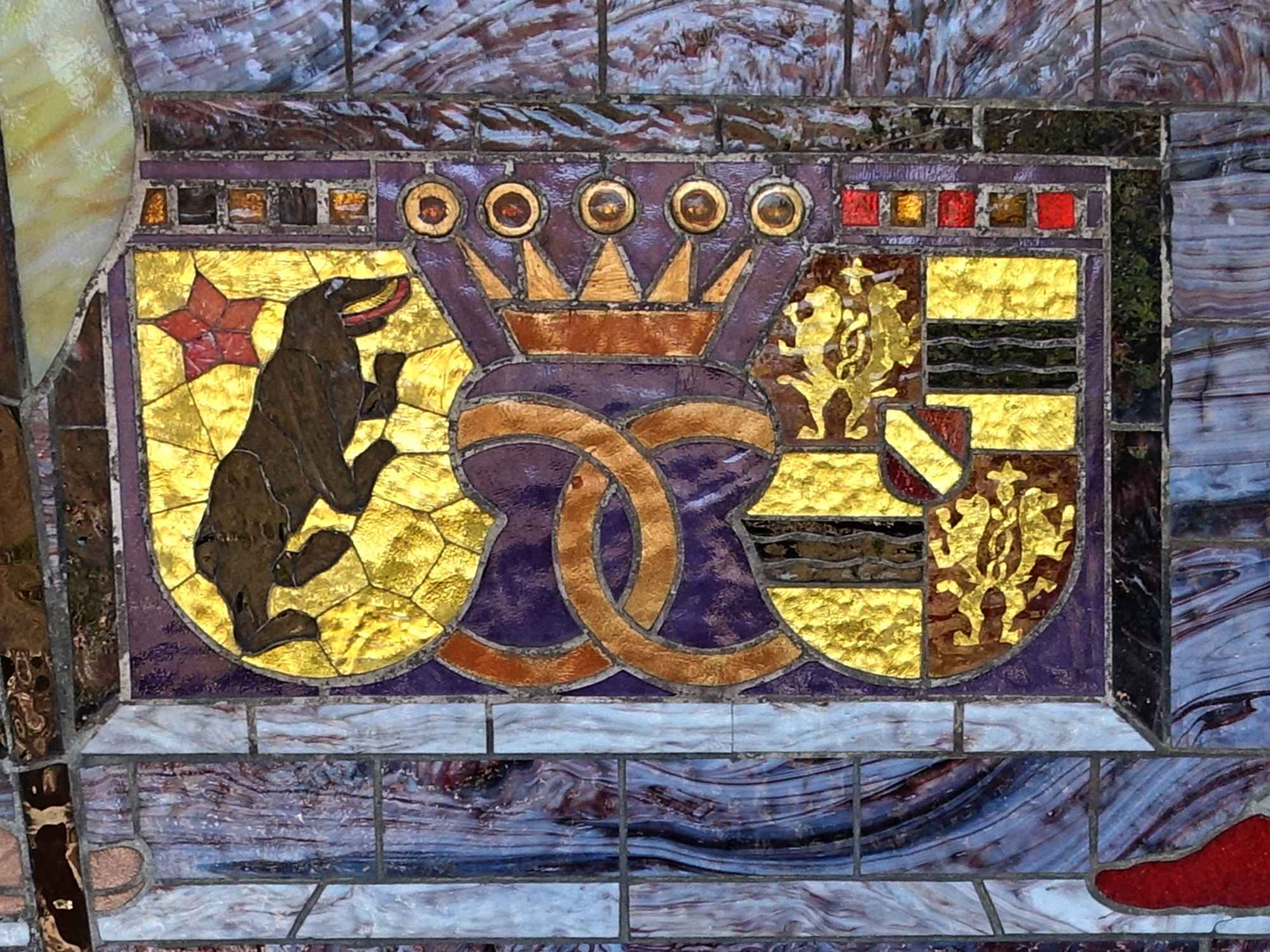
Allianzwappen von Moos-von Schmid v. Böttstein. Friedhof Friedental